# Іслам в Океанії
За поточними оцінками, в Океанії проживає 620 156 мусульман: 476 600 в Австралії, 48 151 в Новій Зеландії, 52 520 на Фіджі, 6 352 в Новій Каледонії, 2 200 в Папуа Новій Гвінеї, 360 на Соломонових Островах, 221 у Вануату, 110 в Тонга.

## Історія
Іслам з'явився в деяких частинах Океанії, ймовірно, ще в 16 столітті через контакти з переважно мусульманськими регіонами в Індонезії. Коли люди Нової Гвінеї торгували з Китаєм і Малайською імперією на початку 17 століття, присутність ісламу в Океанії вперше відчулася.
Такі регіони, як Західна Нова Гвінея, створили місцеве мусульманське населення. Іслам вперше прийшов до регіону через молуккський вплив у 17 столітті, хоча мусульманські купці вели торгівлю із західними папуасами принаймні з 15 століття.
Інші частини Океанії не відчували присутності ісламу до 19 століття. Наприклад, перші мусульмани прибули на Фіджі, коли мігранти-мусульмани прибули на кораблі, які доставляв на Фіджі найнятих робітників у 1879 році.